# Неофрейдизм
Неофрейди́зм (др.-греч. neo — новый + фрейдизм) — направление в психологии, развившееся в 20—30-е годы XX века из фрейдизма, основанное последователями Зигмунда Фрейда, принявшими основы его теории, но в котором ключевые понятия психоанализа Фрейда были переработаны, например, на основе постулата о социальной детерминированности психики человека.
Психоанализ Фрейда (фрейдизм) состоял в систематизированном объяснении бессознательных связей через ассоциативный процесс. Фрейд предложил новую структуру личности человека, разделив её на эго («Я»), суперэго («сверхЯ») и Ид («оно»). Все психические состояния, все действия человека, а затем и все исторические события, и общественные явления Фрейд подвергает психоанализу, то есть истолковывает как проявление бессознательных, и прежде всего сексуальных, влечений.
Последователи Фрейда (представители неофрейдизма) считают, что ведущую роль в положении человека играют общественно-культурные воздействия. То есть они сосредотачивают своё внимание на социальных и культурных процессах. По их мнению, именно эти процессы оказывают существенное влияние на возникновение внутриличностных конфликтов индивида. В основе всех теоретических построений этого направления лежат понятия бессознательной и принципиальной конфликтности отношений личности и общества.
Основными представителями неофрейдизма являются Гарри Салливан (1892—1949), Карен Хорни (1885—1952) и Эрих Фромм (1900—1980). К неофрейдистам нередко также относят Абрама Кардинера, Франца Александера и некоторых других представителей психоанализа.
К примеру, Хорни после эмиграции в США в 1932 году обнаружила, что подоплёка невротических конфликтов у пациентов в Новом свете существенно отличалась от таковой у пациентов в Германии и Австрии. Осмысление этих фактов привело Хорни к отказу от фрейдистской теории инстинктов и к признанию социо-культурной обусловленности психопатологии. Таким образом, неофрейдисты остались приверженными идее бессознательной эмоциональной мотивации человеческой деятельности, но выдвигают утверждение о том, что психопатология относительна и специфична для каждой культуры.
Идеи Фрейда получили широкое развитие в трудах его последователей. Так, один из его ближайших сподвижников Альфред Адлер (1870—1937) перенёс акцент с сексуально-бессознательного на бессознательное стремление к власти как основное побуждение людей, проявляющееся в их поведении в рамках семьи, межличностных отношений и взаимоотношений социальных групп. Другой его близкий сподвижник Карл Густав Юнг (1875—1961) развивал учение о коллективном бессознательном, являющемся совокупностью архетипов, определяющих поведение, как отдельных людей, так и больших социальных групп.
Представители психокультурного неофрейдизма Карен Хорни, Эрих Фромм и др., признавая определенную роль подсознательного, в том числе сексуальных инстинктов, в поведении людей, обосновывают роль в этом социальных факторов, в том числе социальных связей и отношений между людьми, материальной и духовной культуры. По их мнению, социокультурные условия жизни людей в немалой степени обусловливают мотивы и содержание их деятельности и поведения.
Таким образом, можно сказать, что представители неофрейдизма отклонились в сторону большего признания роли сознания и влияния социального фактора на развитие личности, в отличие от Фрейда, признававшего только сексуальную энергию. Нужно сказать, что разработка проблемы бессознательного внесла существенный вклад в исследование структуры индивидуального и общественного сознания, разграничив область человеческой психики на сферу сознательного и бессознательного. Неофрейдисты вводят такое понятие, как сверхкомпенсация. Под ней они понимают особую социальную форму реакции на чувство неполноценности. На её основе вырастают крупные личности, «великие люди», отличающиеся исключительными способностями.
То есть можно сказать, что представители фрейдизма ставили перед собой задачу прояснить индивидуальные поступки человека. Их последователи неофрейдисты уже на основе базовых идей этой философии стремились объяснить социальное устройство жизни людей.